# Cercola
Cercola é uma comuna italiana da região da Campania, província de Nápoles, com cerca de 18572 habitantes. Estende-se por uma área de 3 km², tendo uma densidade populacional de 6191 hab/km². Faz fronteira com Massa di Somma, Nápoles.

## Geografia
O município é constituido pelas vilas de Cercola e Caravita Cercola. Nas imediações da área do Vesúvio, fronteiras constitui uma cidade única,com Ponticelli, já comum entre si, mas desde 1927 incorporada na cidade de Nápoles.

## Demografia
| Variação demográfica do município entre 1861 e 2011                               |
|                                                                                   |
| Fonte: Istituto Nazionale di Statistica (ISTAT) - Elaboração gráfica da Wikipedia |